# Сильвестр (Стойчев)
Архієпископ Сильвестр (справжнє ім'я Стойчев Олександр Миколайович, 30 травня 1980, Одеса, УРСР) — архієпископ УПЦ московського патріархату, архієпископ Білогородський, вікарій Київської єпархії, ректор Київської духовної академії і семінарії (з 21 грудня 2017 року), керівник Південно-східного вікаріатства міста Києва РПЦвУ (з 5 січня 2018 року). Тезоіменитство — 15 січня (святителя Сильвестра, папи Римського).

## Біографія
Стойчев Олександр Миколайович народився 30 травня 1980 року в Одесі.
У 1986—1997 рр. навчався в середній школі № 125 в Одесі.
У 1998 році вступив до Одеської духовної семінарії, яку закінчив в 2002 році.
В 2005 році вступив до Московської духовної академії.
У 2006—2007 роках викладав ряд богословських дисциплін на факультеті психології Російського православного університету апостола Іоанна Богослова.
Після закінчення Московської духовної академії був прийнятий в штат до Київської духовної академії і семінарії.
2 квітня 2009 року був пострижений у чернецтво з нареченням імені на честь святителя Сильвестра, папи Римського архієпископом Бориспільським РПЦвУ Антонієм Паканичем.
12 квітня того ж року в Трапезному храмі Києво-Печерської Лаври був висвячений у сан ієродиякона Володимиром Сабоданом.
21 травня того ж року рукоположений у сан ієромонаха архієпископом Бориспільським Антонієм.
2009 року нагороджений наперсним хрестом. 13 грудня того ж року возведений у сан ігумена.
З 2008 по 2017 рр. — відповідальний редактор офіційного сайту Київської духовної академії і семінарії і куратор студентського журналу «Академический Летописец».
26 квітня 2010 року захистив кандидатську дисертацію «Религиозно-философские взгляды М. М. Тареева».
1 травня 2013 року возведений у сан архімандрита.
23 жовтня 2014 року включений до складу Міжсоборної присутності Московського патріархату рішенням синоду МПЦ.
З 2013 по 21 грудня 2017 рр. обіймав посаду проректора з навчально-методичної роботи в Київських духовних школах.
З 2014 року — заступник голови Комісії з канонізації святих Київської єпархії.
4 квітня 2017 року рішенням синоду РПЦвУ включений в склад Богословсько-канонічної комісії при синоді.

## Архієрейство
21 грудня 2017 року рішенням синоду РПЦвУ (журнал № 41) обраний єпископом Білогородським, вікарієм РПЦвУ, ректором Київської духовної академії і семінарії РПЦвУ.
23 грудня того ж року в Трапезному храмі преподобних Антонія і Феодосія Свято-Успенської Києво-Печерської Лаври був наречений у єпископа.
24 грудня 2017 року глава РПЦвУ Онуфрій (Березовський) очолив хіротонію ректора КДА архімандрита Сильвестра (Стойчева) в єпископа Білогородського, вікарія РПЦвУ під час Божественної літургії в Трапезному храмі преподобних Антонія і Феодосія Печерських Свято-Успенської Києво-Печерської Лаври. У єпископській хіротонії також взяли участь: намісник Свято-Успенської Києво-Печерської Лаври митрополит Вишгородський і Чорнобильський Павел (Лебідь), голова Відділу зовнішніх церковних зв'язків РПЦвУ митрополит Луганський і Алчевський Митрофан (Юрчук), керуючий справами РПЦвУ митрополит Бориспільський і Броварський Антоній (Паканич), архієпископ Львівський і Галицький Філарет (Кучеров), архієпископ Боярський Феодосій (Снігірьов), єпископ Бердянський і Приморський Єфрем (Яринко), єпископ Бородянський Варсонофій (Столяр), єпископ Вознесенський і Первомайський Олексій (Шпаков), єпископ Южненський Діодор (Васильчук), єпископ Гостомельський Тихон (Софійчук) та єпископ Баришівський Віктор (Коцаба).
З 4 січня 2018 року — керуючий Південно-східним вікаріатством міста Києва РПЦвУ.
З 8 грудня 2020 року є членом комісії Міжсоборної присутності з богослов'я і богословської освіти
У 2020 році створено офіційний YouTube-канал єпископа Сильвестра під назвою «епископ Сильвестр Стойчев», де публікуються його лекції з Догматичного богослов'я та Апологетики, проповіді, програми та інтерв'ю
З 2020 року на YouTube-каналі «Витражи» щодня виходять російськомовні тлумачення Сильвестра на Євангельське читання.
17 серпня 2022 року митрополитом РПЦвУ Онуфрієм підвищений до сану архієпископа.

## Нагороди
1. Орден прпеподобного Нестора Літописця (2010)
2. Орден свтятителя Петра Могили (2015)
3. Орден святителя Дмитрія Ростовского (2019)
4. Орден Марії Магдалини ІІ ступеня Польська православна церква (2019)
5. Медаль Праведної Софії княгині Слуцької ІІ ступеня Білоруської православної церкви (2019)
6. Орден рівноапостольного князя Володимира І ступеня (2020)